# فرانک نوریس
بنجامین فرانکلین "فرانک" نوریس جونیور (انگلیسی: Benjamin Franklin "Frank" Norris, Jr.; ۵ مارس ۱۸۷۰ – ۲۵ اکتبر ۱۹۰۲)  نویسنده، رمان‌نویس، و روزنامه‌نگار اهل ایالات متحده آمریکا بود.
وی کتابی به نام هشت پا (The Octopus) نوشت که در ترجمه ی فارسی نام آن به (حماسه گندم) تغییر یافت. برتراند راسل فیلسوف انگلیسی هنگامی که کتاب آزادی و سازمان را می‌نوشت به این کتاب توجه کرد.
آثار اواغلب شامل ترسیم رنج ناشی از انحصار شرکتهای فاسد در اوایل قرن است. 
در هشت پا، راه آهن اقیانوس آرام که به جنوب غربی ایالت می رود، در رنج و مرگ تعداد زیادی از دامداران کالیفرنیای جنوبی نقش دارد.